# Komisja Spraw Zagranicznych (Sejm)

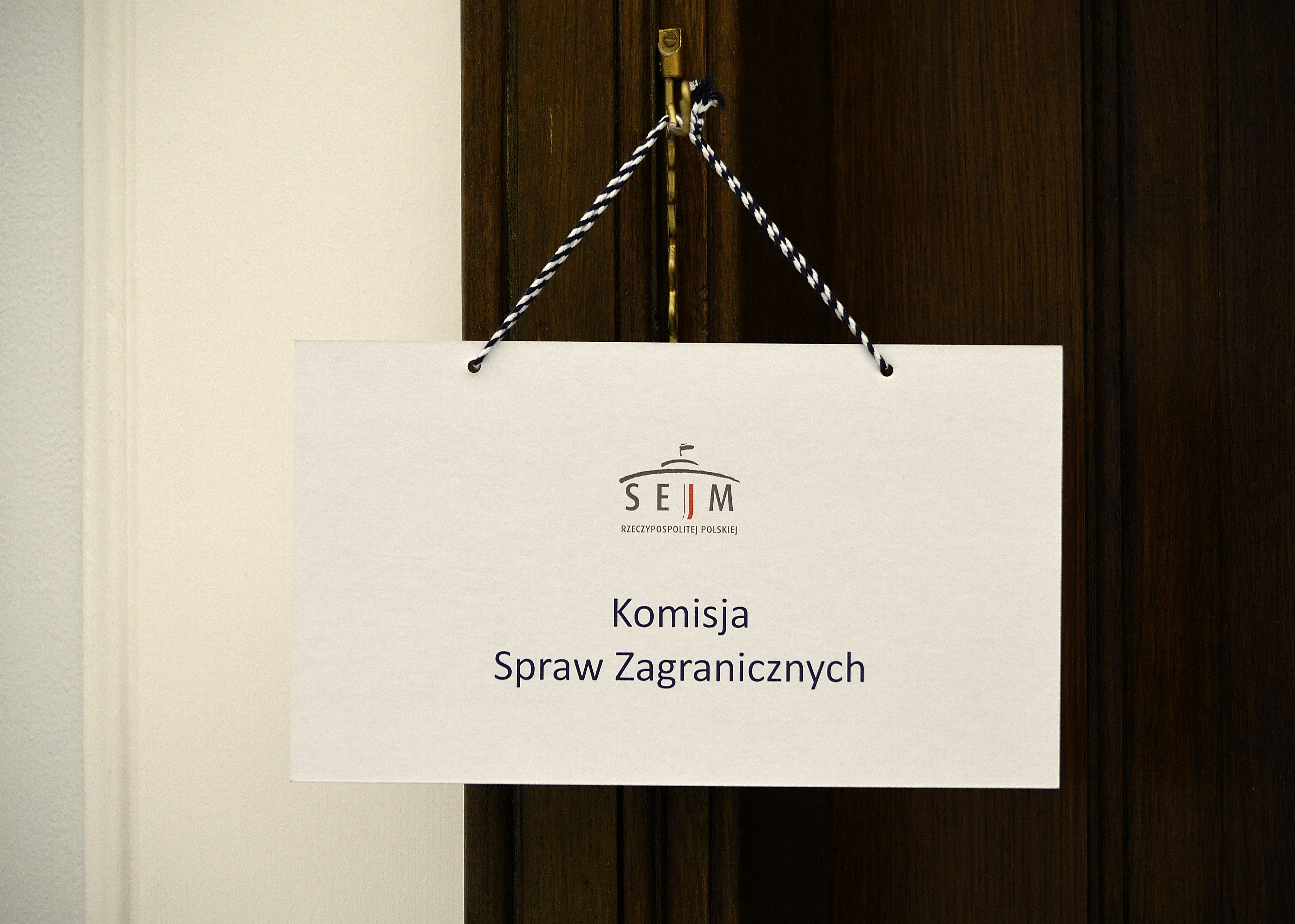
Informacja o trwającym posiedzeniu Komisji Spraw Zagranicznych

Komisja Spraw Zagranicznych (skrót SZA) – stała komisja sejmowa zajmująca się sprawami polityki zagranicznej Polski, w tym opiniowanie kandydatów na pełnomocnych przedstawicieli Rzeczypospolitej Polskiej w innym państwie lub przy organizacji międzynarodowej.

## Prezydium Komisji wSejmie X kadencji
- Paweł Kowal (KO) – przewodniczący
- Adam Dziedzic (PSL–TD) – zastępca przewodniczącego
- Radosław Fogiel (PiS) – zastępca przewodniczącego
- Maciej Konieczny (Razem) – zastępca przewodniczącego
- Ewa Schädler (PL2050–TD) – zastępca przewodniczącego
- Anna Wojciechowska (KO) – zastępca przewodniczącego

## Skład komisji wSejmie IX kadencji
Sejmową Komisję Spraw Zagranicznych IX kadencji Sejmu powołano 19 listopada 2019 i tego samego dnia wybrano jej skład. Obecnie liczy ona 29 posłów.

### Prezydium Komisji
- Zbigniew Rau (PiS) – przewodniczący
- Przemysław Czarnecki (PiS) – zastępca przewodniczącego
- Paweł Kowal (KO) – zastępca przewodniczącego
- Arkadiusz Mularczyk (PiS) – zastępca przewodniczącego
- Paweł Zalewski (Polska 2050) – zastępca przewodniczącego

### Członkowie
| - Bartoszewski Władysław Teofil (PSL-Kukiz15) - Bartuś Barbara (PiS) - Przemysław Czarnek (PiS) - Czochara Katarzyna (PiS) - Duda Elżbieta (PiS) - Fogiel Radosław (PiS) - Gdula Maciej (Lewica) - Gosiewska Małgorzata (PiS) - Kamiński Krystian (Konfederacja) - Kanthak Jan (PiS) - Konieczny Maciej (Lewica) - Krząkała Marek (KO) | - Lenz Tomasz (KO) - Lichocka Joanna (PiS) - Munyama Killion (KO) - Nitras Sławomir (KO) - Waldemar Olejniczak (PiS) - Schetyna Grzegorz (KO) - Siekierski Czesław (PSL-Kukiz15) - Szejna Andrzej (Lewica) - Tyszkiewicz Robert (KO) - Woźniak Tadeusz (PiS) - Kazimierz Choma (PiS) |

## Prezydium komisji wSejmie VIII kadencji
- Grzegorz Schetyna (PO-KO) – przewodniczący
- Przemysław Czarnecki (PiS) – zastępca przewodniczącego
- Józef Leśniak (PiS) – zastępca przewodniczącego
- Marek Sawicki (PSL-KP) – zastępca przewodniczącego
- Robert Tyszkiewicz (PO-KO) – zastępca przewodniczącego[3]

## Prezydium komisji wSejmie VII kadencji
- Robert Tyszkiewicz (PO) – przewodniczący
- Tadeusz Iwiński (SLD) – zastępca przewodniczącego
- Marek Krząkała (PO) – zastępca przewodniczącego
- Witold Waszczykowski (PiS) – zastępca przewodniczącego[4]

## Prezydium komisji wSejmie VI kadencji
- Andrzej Halicki (PO) – przewodniczący
- Tadeusz Iwiński (SLD) – zastępca przewodniczącego
- Karol Karski (PiS) – zastępca przewodniczącego
- Robert Tyszkiewicz (PO) – zastępca przewodniczącego[5]

## Prezydium komisji wSejmie V kadencji
- Paweł Zalewski (PiS) – przewodniczący
- Andrzej Mańka (LPR) – zastępca przewodniczącego
- Marian Piłka (Prawica) – zastępca przewodniczącego
- Paweł Śpiewak (PO) – zastępca przewodniczącego[6]

## Prezydium komisji wSejmie IV kadencji
- Jerzy Jaskiernia (SLD) – przewodniczący
- Janusz Dobrosz (LPR) – zastępca przewodniczącego
- Tadeusz Iwiński (SLD) – zastępca przewodniczącego
- Marek Jurek (PiS) – zastępca przewodniczącego[7]

## Prezydium komisji wSejmie III kadencji
- Czesław Bielecki (AWS) – przewodniczący
- Janusz Dobrosz (PSL) – zastępca przewodniczącego
- Krzysztof Kamiński (SKL) – zastępca przewodniczącego
- Olga Krzyżanowska (UW) – zastępca przewodniczącego
- Longin Pastusiak (SLD) – zastępca przewodniczącego[8]

## Prezydium komisji wSejmie II kadencji
- Bronisław Geremek (UW) – przewodniczący
- Janusz Dobrosz (PSL) – zastępca przewodniczącego
- Piotr Marciniak (UP) – zastępca przewodniczącego
- Longin Pastusiak (SLD) – zastępca przewodniczącego[9]

## Prezydium komisji wSejmie I kadencji
- Bronisław Geremek (UD) – przewodniczący
- Marek Jurek (ZChN) – zastępca przewodniczącego
- Tadeusz Kowalczyk (KP) – zastępca przewodniczącego
- Krzysztof Król (KPN) – zastępca przewodniczącego
- Wojciech Mojzesowicz (PSL) – zastępca przewodniczącego[10]

## Prezydium komisji wSejmie X kadencji PRL
- Bronisław Geremek (UD) – przewodniczący
- Jan Czaja (PSL) – zastępca przewodniczącego
- Ryszard Gajewski (PZKS) – zastępca przewodniczącego
- Marian Orzechowski (niez.) – zastępca przewodniczącego[11]